# Rapa Nui (Spiel)
Rapa Nui ist ein Spiel mit Karten von Klaus-Jürgen Wrede, das 2011 bei Kosmos erschien. Die Spieler schlüpfen in die Rolle von Stammeshäuptlingen, die auf Rapa Nui, der Osterinsel, wichtige Entscheidungen zum Wohle ihres Stammes – oder ihres eigenen Ruhmes – zu treffen haben.

## Inhalt
- 16 Startkarten, je 4 in den 4 Spielerfarben (gelbgrün, hellblau, rot und violett, davon je 1 Holzfäller und je 3 Jäger und Sammler)
- 50 Rapa-Nui-Karten:
  - 9 Moais (Steinstatuen)
  - 9 Priester
  - 12 Holzfäller
  - 20 Jäger und Sammler (je 5 Fischer, Getreide-, Papiermaulbeere- und Süßkartoffelsammler)
- 100 Opferkarten (je 25× Fische, Getreide, Papiermaulbeeren und Süßkartoffeln)
- 30 Ruhmespunktplättchen (RP)
  - 20× Wert 1
  - 6× Wert 5
  - 4× Wert 10
- 36 Holzplättchen
  - 24× Wert 1
  - je 4× Wert 5, 10 und 20
- 1 Opferstein
- Spielanleitung (6 Seiten, mehrfarbig)

## Beschreibung
Jeder Spieler erhält seine Startkarten, wovon er den Holzfäller offen vor sich auslegt, und je 1 Opferkarte von jeder Sorte. Die Rapa-Nui-Karten werden gemischt und 16 Karten in 4 Reihen überlappend ausgelegt. Der Startspieler erhält Holzplättchen im Wert von 2, jeder folgende Spieler ein Holzplättchen mehr. Die Opferkarten werden sortiert und bereit gelegt.
Abwechselnd führen die Spieler folgende Aktionen aus:
- 1 Opferkarte erwerben, wenn möglich und gewollt: Jede Opferkarte kostet zunächst 5 Holz. Hiervon kann pro Jäger und Sammler der für diesen Rohstoff zuständig ist, 1 Holz abgezogen werden. Bestenfalls kann eine Opferkarte kostenlos erworben werden wenn 5 oder mehr Jäger und Sammler dieses Rohstoffs vorhanden sind.
- 1 Karte auslegen: Holzfäller und Priester können kostenlos ausgelegt werden, haben aber keinen direkten Effekt. Für das Auslegen eines Moais, der am Ende 4 Ruhmespunkte wert ist, muss 7 Holz bezahlt werden. Als unmittelbarer Effekt folgt eine Opferrunde. Nun muss, beginnend mit dem linken Nachbarn des aktiven Spielers, jeder Spieler eine Opferkarte offen auf den Opferstein legen – sofern er 1 Opferkarte besitzt. Der aktive Spieler legt seine Opferkarte verdeckt auf den Opferstein. Zusätzlich legt er noch eine Opferkarte aus dem Vorrat offen auf den Opferstein. Die Opferkarten bleiben bis zum Spielende auf dem Opferstein liegen. Am Spielende bestimmen sie den Wert der Opferkarten, die die Spieler noch auf der Hand halten. Spielt der Spieler einen Jäger und Sammler aus, darf er auch bis zu 3 gleiche Karten auslegen, muss aber für den zweiten 1 Holz und für den dritten ein weiteres Holz zahlen.
- 1 Karte aus der Auslage nachziehen: Der Spieler nimmt sich die oberste Karten aus einer der 4 Reihen, bis er wieder 3 Handkarten hat, und löst damit eine Wertung aus. Gewertet wird die Kartenart, die der Spieler als letzte freigelegt hat. Sollte eine Reihe komplett leer geräumt worden sein, wird sie sofort mit 4 neuen Karten bestückt. In dem Fall bestimmt die neue oberste Karte, welche Karten gewertet werden. Für die einzelnen Kartenarten gilt folgendes:
  - Holzfäller: Jeder Spieler erhält für jeden Holzfäller 1 Holzplättchen. Wer mindestens 2 Holzfäller und die alleinige Mehrheit hat, erhält ein weiteres Holzplättchen.
  - Priester: Jeder Spieler erhält pro Priester 1 Ruhmespunkt. Wer mindestens 2 Priester und die alleinige Mehrheit hat, erhält 1 weiteren Ruhmespunkt.
  - Moai: Jeder Spieler erhält pro Moai 1 Holz oder 1 Ruhmespunkt. Wer mindestens 2 Moais und die alleinige Mehrheit hat, erhält 1 weiteren Ruhmespunkt oder Holz. Man kann aber nur Holz oder Ruhmespunkte erhalten.
  - Jäger und Sammler: Jeder Spieler erhält wenn er mindestens 1 gewerteten Jäger und Sammler hat 1 entsprechende Opferkarte. Wer mindestens 2 gewertete Jäger und Sammler und die alleinige Mehrheit hat, erhält 1 weitere Opferkarte. Sollte eine Opferkarte aufgebraucht sein, darf eine andere Sorte genommen werden.

Danach folgt der nächste Spieler, bis der Nachziehstapel der Rapa-Nui-Karten aufgebraucht ist. In der allgemeinen Auslage können sich aber durchaus noch Karten befinden. Danach addieren die Spieler ihre Ruhmespunkte von gesammelten Ruhmespunkt-Plättchen, Moais (4), für Holz (5 = 1 RP), Opferkarten (0-3 RP). Dabei sind Opferkarten, die am häufigsten gespendet wurden 3 RP wert, die anderen jeweils 1 RP weniger. Gewinner ist der Spieler mit den meisten Ruhmespunkten, bei Gleichstand entscheidet die Anzahl der Moais.

## Auszeichnungen
- 2012: Empfehlungsliste zum Spiel des Jahres
- 2012: 3. Platz beim À-la-carte-Kartenspielpreis